# Thylogale thetis
Падемелон червоношиїй (Thylogale thetis) — вид дрібних сумчастих з родини Кенгурові (Macropodidae).

## Поширення та проживання
Ендемік східної Австралії, де проживає від крайнього півдня Квінсленду (Лемінгтонський Національний Парк) до центрально-східного Нового Південного Уельсу. Цей вид, як правило, знаходиться недалеко від краю щільних дощових лісів і евкаліптового лісу; часто трапляється там, де ліси зустрічаються з трав'янистими районах або пасовищами.

## Генетика

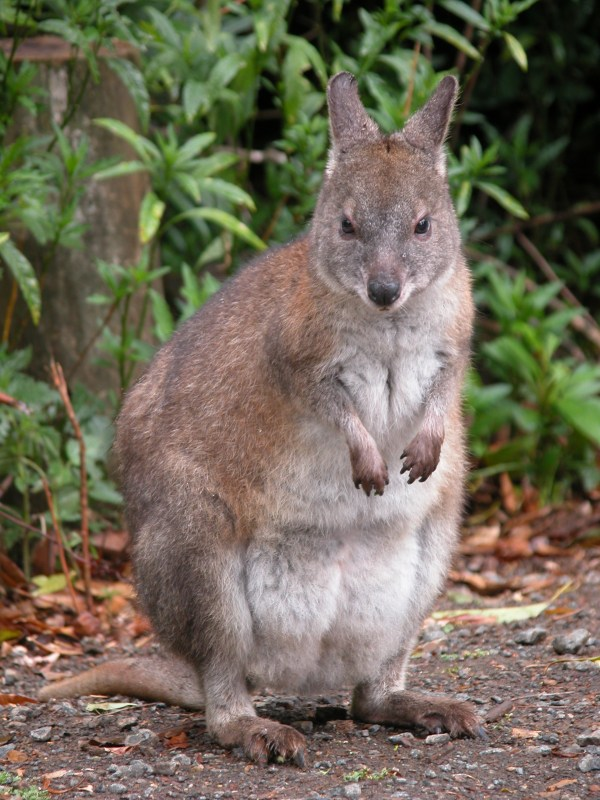
Thylogale thetis

2n=22.

## Загрози та збереження
Здається, серйозних загроз для виду нема. Іноді вважається шкідником сільськогосподарських земель. Очищення земель під сільське господарство призвело до зникнення південної популяції Нового Південного Уельсу і зниження діапазону північних популяцій. Присутній у багатьох охоронних областях.

## Етимологія
Вид названо на честь французького розвідувального судна "Thetis", під командуванням барона Бугенвіль, який відвідав Австралію в 1825 році; отриманий зразок пізніше описав Р.П. Лесон.